# Hagsberget
Hagsberget är en kulle i Åland (Finland). Den ligger i den sydöstra delen av landskapet, 16 km öster om huvudstaden Mariehamn. Toppen på Hagsberget är 45 meter över havet, eller 19 meter över den omgivande terrängen. Bredden vid basen är 1,4 km. Hagsberget ligger på ön Fasta Åland.
Terrängen runt Hagsberget är platt. Havet är nära Hagsberget åt sydost. Närmaste större samhälle är Mariehamn, 16,1 km väster om Hagsberget. 